# L'angelo del male - Brightburn
L'angelo del male - Brightburn (Brightburn) è un film del 2019 diretto da David Yarovesky, scritto da Brian e Mark Gunn, e prodotto da James Gunn e Kenneth Huang.
Interpretato da Elizabeth Banks, David Denman, Jackson A. Dunn, Matt Jones e Meredith Hagner, la trama segue Brandon Breyer, un giovane ragazzo di origine extraterrestre cresciuto sulla Terra che scopre di possedere dei superpoteri, usandoli con oscure intenzioni. Il film è stato prodotto e finanziato da Screen Gems, Stage 6 Films, The H Collective e Troll Court Entertainment.

## Trama
2006: Tori e Kyle Breyer sono una giovane coppia che vive in una fattoria a Brightburn, una cittadina nel Kansas. I due stanno cercando di avere un figlio, ma non riescono a concepirlo a causa di problemi di fertilità. Una notte, una navicella con a bordo un neonato cade dal cielo e si schianta vicino alla loro fattoria. Dopo averlo trovato, la coppia decide di adottarlo chiamandolo Brandon.
Dodici anni dopo, Brandon scopre di avere una forza sovrumana dopo aver sentito delle strane voci nella testa che gli dicevano di dimostrare il suo potere mettendo la mano in una lama da taglio di un tosaerba. Quella stessa notte, Brandon si dirige sonnecchiando verso il fienile, cercando di aprire una botola dove è nascosta l'astronave che lo ha portato sulla Terra. Tori interviene e lo sveglia, e il ragazzo inizia a delirare. A seguito di quest'episodio, Brandon diventa sempre più disobbediente e irrispettoso nei confronti dei suoi genitori. Una mattina Kyle lo osserva stupito mentre distrugge una forchetta masticandola.
Tori scopre dei ritagli di giornale di modelle in intimo sotto il letto di Brandon assieme a delle pagine di un libro di anatomia e delle foto di interiora, e chiede a suo marito di parlare con suo figlio della pubertà e delle ragazze. Nel cuore della notte, Brandon va a casa di una compagna di classe, Caitlyn, e la fissa nascosto dietro le tende della finestra di camera sua finché lei non se ne accorge. La notte dopo Kyle lo sorprende a fissare le galline della fattoria, e poche ore dopo scopre che i polli sono stati massacrati. Tori crede che sia stato un lupo, mentre Kyle pensa che sia opera di Brandon. A scuola, gli studenti fanno un esercizio di fiducia; Caitlyn però fa cadere Brandon a terra, e lo accusa di essere un pervertito per averla spiata; Brandon si vendica rompendole la mano. Durante la notte Tori lo sorprende di nuovo nel fienile, questa volta levitante sulla botola, mentre pronuncia in una lingua sconosciuta "prendi il mondo". D'un tratto Brandon cade sulla navicella e si ferisce. In quel momento Tori gli rivela la verità sulla sua vera origine, ma il ragazzo si infuria accusando lei e Kyle di avergli mentito per tutto il tempo.
Brandon fa nuovamente visita a Caitlyn, la quale lo avvisa che sua madre Erica le ha proibito di parlargli; irritato, si dirige al diner della città, dove Erica lavora, e la uccide. La zia psicologa di Brandon, Merilee, prova a dargli dei consigli ma lui si rifiuta di ascoltare e parlare, il che la mette in difficoltà in quanto dovrà spiegare allo sceriffo l'accaduto. Brandon la segue a casa sua e la minaccia, qualora dovesse parlare con le autorità; in seguito si intrufola in casa e suo marito, Noah, lo trova in un armadio, e furioso lo riporta a casa in macchina. Poco dopo Brandon utilizza i suoi poteri per sollevare l'auto e lasciarla cadere, uccidendo Noah che si spacca la mandibola.
Tori e Kyle sono in disaccordo se Brandon sia innocente o meno. Scomparso da ore, quando torna a casa dopo l'incidente, i due sono certi che lui stia mentendo. Durante la notte, Kyle ha un incubo riguardo al giorno in cui insieme alla moglie trovò la navicella. La mattina dopo, Tori rivela a Brandon della morte di suo zio in un incidente d'auto, ma Brandon è completamente indifferente. Kyle furioso gli urla contro finché quest'ultimo lo scaglia contro il muro per rabbia.
Kyle trova nella stanza di Brandon i vestiti insanguinati di Noah, e decide cosi di organizzare una battuta di caccia, con l'intento di riappacificarsi; in realtà, una volta arrivati nella boscaglia, Kyle gli spara alla testa, ma il proiettile rimbalza. Arrabbiato, Brandon lo uccide bruciandogli gli occhi usando la vista laser. Nel mentre, Tori trova altri disegni e scopre tutti gli omicidi che sono successi ad opera di Brandon, e chiama la polizia spaventata, mentre Brandon distrugge l'intera casa. Lo sceriffo e la poliziotta vengono uccisi non appena entrano in casa.
Ricordandosi di aver visto Brandon tagliarsi cadendo sulla sua navicella, Tori si rifugia nel fienile dove essa è nascosta e ne afferra un pezzo tagliente con il quale, dopo aver rassicurato il ragazzo dicendogli che gli vuole ancora bene e che sa che c'è ancora del buono in lui, ella tenta di ucciderlo, venendo però bloccata da Brandon il quale la trasporta in alto tra le nuvole per poi lasciarla precipitare nel vuoto, mentre un aereo gli passa vicino.
La mattina seguente, si scopre che l'aereo si è misteriosamente schiantato contro la fattoria, distruggendo le prove degli omicidi della notte precedente. Il simbolo di Brandon è dipinto su un pezzo del relitto dell'aereo.
In una scena a metà dei titoli di coda, Brandon, ora identificato come Brightburn, è visto dal punto di vista delle notizie e dei filmati di testimoni oculari sui luoghi di vari disastri, come il crollo di un edificio e un incendio. Un teorico della cospirazione online pubblica il proprio video analizzando i disastri e facendo riferimento agli attacchi di altri criptidi in altre parti del mondo, esortando il pubblico a riconoscere il potenziale pericolo che questi esseri rappresentano e ad agire prima che sia troppo tardi.

## Distribuzione
Il film è stato distribuito nelle sale cinematografiche statunitensi il 24 maggio 2019. In Italia invece il film è uscito il 23 maggio dello stesso anno.

### Divieti
Negli Stati Uniti il film è stato vietato ai minori di 17 anni non accompagnati da un adulto, mentre in Italia il film è stato vietato ai minori di 14 anni.

## Possibili sequel
Nel mese di maggio 2019, il regista David Yarovesky dichiara che se il film avesse ottenuto un discreto successo, l'universo Brightburn sarebbe stato ampliato.
In una successiva intervista con il sito web Collider, il regista conferma che la scena dopo i titoli di coda, dove si parlava di una creatura metà uomo metà pesce che terrorizza i mari, del personaggio di Frank Darbo/Saetta Purpurea del film Super - Attento crimine!!!, e  di una potente strega che soffoca le sue vittime con una corda costringendole a dire la verità, faceva presagire a possibili sequel. Yarovesky ha inoltre rivelato un finale alternativo del film in cui Caitlyn, furiosa, si trova in un laboratorio intenta ad attaccare una mano robotica sulla mano rotta.